# Артаксеркс I
Артаксе́ркс I (др.-перс. 𐎠𐎼𐎫𐎧𐏁𐏂𐎠 Артахшасса — «Владеющий праведным царством») — пятый шахиншах Ахеменидской державы, правивший с 465 по 424 год до н. э.

## Биография

### Происхождение
Младший сын Ксеркса I и Аместриды. Греки называли его Макрохейр — «Долгоруким», объясняя это символически как «далеко распростёрший свою власть» или рациональным образом, потому что правая рука у него была длиннее левой.

### Захват власти
Взошёл на престол после того как в августе 465 года до н. э., в результате придворного заговора, возглавляемого начальником дворцовой стражи Артабаном и евнухом Аспамитрой, были убиты его отец и старший брат Дарий. Греческие историки дают противоречивые версии событий. Согласно Ктесию, Юстину Диодору Артабан, убив Ксеркса I, обвинил в этом наследника престола Дария, старшего сына Ксеркса, и убедил Артаксеркса, отомстить за отцеубийство и убить Дария. Но, по словам Аристотеля, Артабан сначала повесил Дария, а затем убил Ксеркса.
Вскоре Артабан, замыслил сам захватить престол (в одном источнике даже упомянут как официальный царь правивший 7 месяцев) и начал плести заговор против Артаксеркса, но был выдан своим сообщником Мегабизом, женатым на сестре Артаксеркса Амитис. Артаксеркс устранил Артабана, убив его в дворцовой схватке, как об этом рассказывает Диодор, или во время смотра войска, как повествует Юстин. Вслед за ним были казнены и другие заговорщики, в том числе и многочисленные сыновья Артабана. Аспамитра был подвергнут корытной пытке. Точная дата всех этих событий не известна. Годом вступления Артаксеркса на престол обычно считается 284 год вавилонской эры Набонассара (начиная с декабря 465 года до н. э.), то есть, 4-й год 78-й Олимпиады.
Эти дворцовые перевороты и устранение Артабана вызвали волнения и в провинциях. В 464 году до н. э. восстал сатрап Бактрии, по словам Ктесия, «другой Артапан» или, по утверждению Диодора, что более правдоподобно, другой брат царя Гистасп (др.-перс. Виштаспа), который также предъявил претензии на престол. Однако был побеждён в двух сражениях и убит.

### Характеристика правления
Артаксеркс I был способным, решительным и умелым монархом (особенно в иностранных делах). Несмотря на свою молодость, он проявил государственный профессионализм, чтобы возобновить статус Персии как мировой державы. Он представлен как сильный и храбрый воин, страстно увлекающийся охотой.
Правление Артаксеркса I характеризуется Плутархом и Диодором как мудрое и умеренное.

«Артаксеркс наладил дела царства в соответствии с собственными выгодами. Таким образом, относительно сатрапов, исполняющих тогда должности, он уволил тех, кто был враждебен к нему, и из своих друзей он выбрал тех, кто был компетентен и дал сатрапии им. Кроме того, он занимался как доходами, так и подготовкой вооруженных сил, а так как в целом его управлением всем царством было мягким, он пользовался среди персов наивысшим почётом».
Плутарх даже приписывает Артаксерксу следующее изречение:

«Царское дело не в том, чтобы брать, а в том, чтобы давать».
Однако во внутренних делах Артаксеркс сильно зависел от мнений царедворцев и мнений женщин гарема, особенно своей матери Аместриды и своей сестры Амитис.
При Артаксерксе греки продолжали вести военные действия против Персии, но значительно менее интенсивно, чем раньше. Афины и Спарта открыто враждовали между собой. На востоке (относительно Греции) против Персии воевали только Афины со своими союзниками.
Артаксеркс тепло принял бежавшего из Афин Фемистокла, хотя до того обещал за голову этого человека, сыгравшего значительную роль в поражении армии его отца Ксеркса, весьма большую сумму в 200 талантов. Эта сумма была вручена самому Фемистоклу, поскольку он сам добровольно явился к царю.

### Восстание в Египте
В 460 году до н. э. вспыхнуло восстание в Египте, быстро переросшее в открытую войну против персидского господства. Восстание возглавил ливиец Инар. Восставшие изгнали сборщиков податей, установили свой контроль в Дельте, а затем вторглись в долину Нила. Вскоре к Инару присоединился другой вождь восставших — Амиртей I из Саиса. Но столица Египта Мемфис и Верхний Египет всё ещё оставались под властью персов, и оттуда сохранились документы, датированные пятым и десятым годами царствования Артаксеркса. Сатрап Египта Ахемен, дядя Артаксеркса, собрал значительную армию и выступил против восставших. В решающей битве при Папремисе (460 год до н. э.) персидская армия потерпела полное поражение, а сам Ахемен погиб в бою. Египтяне в насмешку послали его труп Артаксерксу.
Одержав ряд побед над персами, Инар обратился за помощью к Афинам, и те в 459 году до н. э. послали ему в поддержку флот в 200 кораблей, включая суда союзных греческих городов. Сначала флот двинулся к Кипру, который принадлежал персам и разграбил его. Затем афинские корабли направились в Египет и, войдя в Нил, уничтожили стоявший там персидский флот. После афиняне напали на Мемфис, где было сосредоточено персидское войско, и взяли его, но персидский гарнизон укрылся в городской крепости «Белые Стены». Осада крепости продолжалась почти целый год, и афиняне несли большие потери.

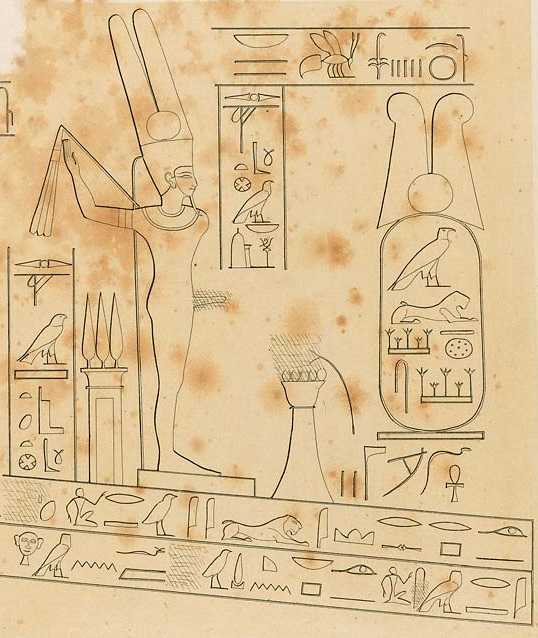
Картуш Артаксеркса I

В 456 году до н. э. Артаксеркс направил против мятежников сатрапа Сирии (Заречья) Мегабиза, с сильным сухопутным войском и финикийским флотом. Египтяне и афиняне потерпели поражение, а Мемфис был взят персами. Инар с остатками своих приверженцев и афинян бежал на остров Просопитида в западной Дельте. Там они были окружены персами, но смогли ещё продержаться полтора года. В 454 году до н. э. персы, соорудив дамбу, соединили остров с материком и захватили его. Большинство египтян и афинян погибло в сражении, а Инар со своими немногочисленными оставшимися в живых сторонниками и небольшой частью греков сдался в плен Мегабизу, получив от него заверения, что всем пленным будет сохранена жизнь. Впоследствии Инар всё же был казнён.
Тем временем 50 кораблей с афинскими и союзными им воинами отплыли в Египет на смену тому войску, о гибели которого в Афинах ещё ничего не знали. Эти корабли бросили якорь в одном из восточных рукавов Нила, но тут на них внезапно напали с суши персы, а с моря финикийский флот, который потопил большую часть кораблей греков. Лишь нескольким из них удалось спастись. Таким образом, Египет в 454 году до н. э. снова стал персидской сатрапией. Новым сатрапом Египта был назначен Аршама (которого Ктесий называет Сарсамом), по-видимому, внук Дария I. И лишь в западной Дельте утвердился Амиртей, один из вождей восставших, недосягаемый и неуловимый, в обширных болотах этого края. В конце концов, по свидетельству Геродота, персы признали за Фанниром и Павсирисом, сыновьями Инара и Амиртея, власть над Ливией и Дельтой под главным начальством персидского сатрапа.

### Борьба за Кипр

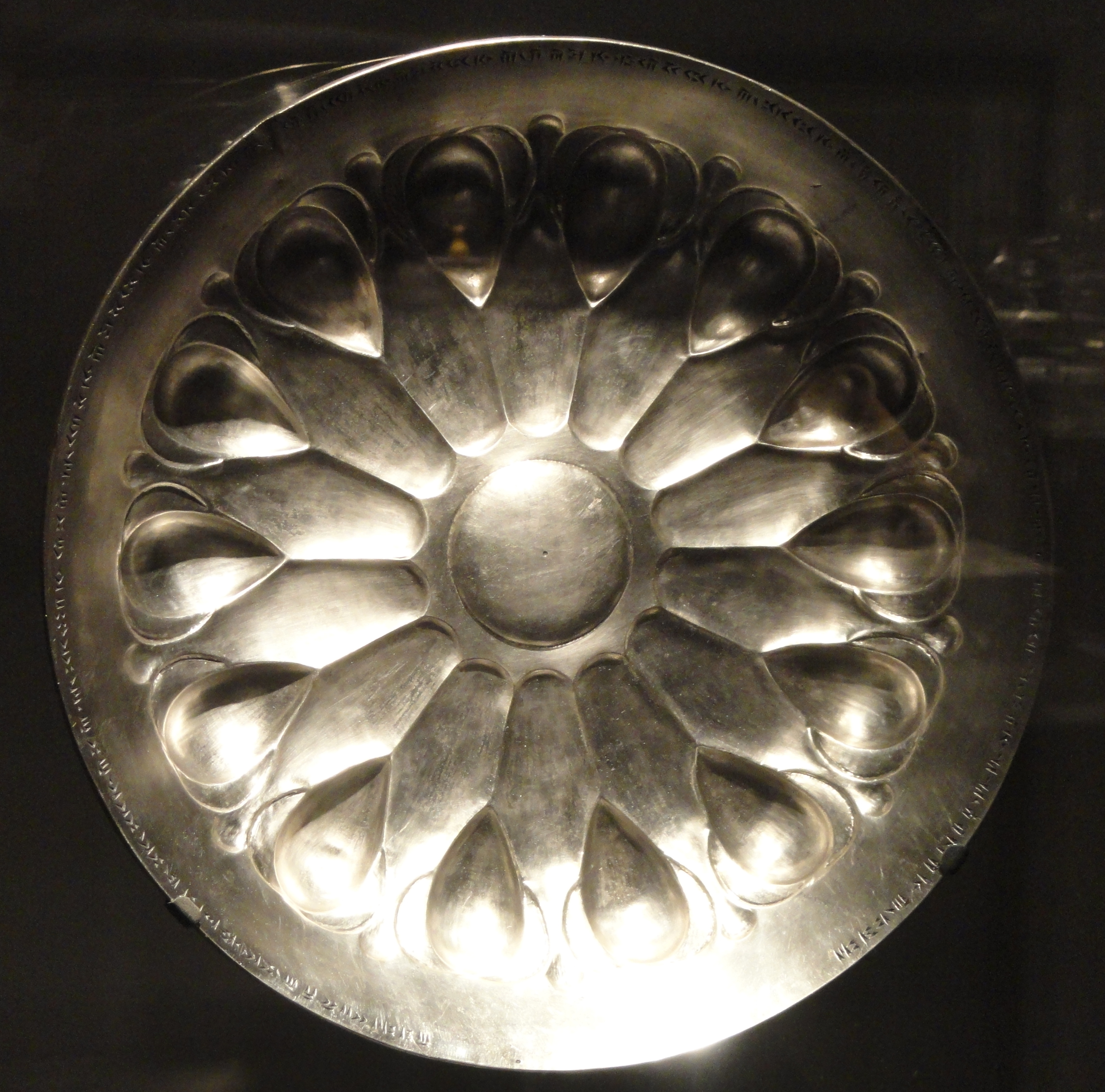
Серебряное блюдо с надписью Артаксеркса I. Метрополитен-музей, Нью-Йорк

Около 450 года до н. э. вспыхнул мятеж сатрапа Заречья Мегабиза, героя подавления восстания в Египте. Мегабиз в двух битвах одержал победу над войсками царя, но затем в 449 году до н. э., в связи с попыткой афинян захватить Кипр, Мегабиз помирился с Артаксерксом на выгодных для себя условиях, сохранив должность сатрапа. Однако через несколько лет, в 445 году до н. э. его сын Зопир, изменил персидскому царю, бежал в Афины и был там хорошо принят, но вскоре, будучи уже на службе у афинян, погиб.
В 449 году до н. э. эскадра из 200 кораблей афинян и членов Делосского союза под командованием Кимона предприняла новую попытку освободить Кипр. Однако население острова не проявило энтузиазма по поводу прихода непрошеных освободителей. Лишь Саламин и ещё несколько городов с греческим населением примкнули (и то, вероятно, будучи вынужденными) к войску Кимона. Затем Кимон послал 60 кораблей в Египет на помощь остаткам повстанцев, которые ещё продолжали сопротивление в болотах Дельты. Кимон надеялся, что с помощью афинской эскадры Амиртей сможет поднять Египет на новое большое восстание. С оставшимися кораблями Кимон отправился против города Китий, являющегося главным местом пребывания финикийцев на Кипре. Во время осады города Кимон умер от болезни. Тем временем сирийский сатрап Мегабиз, помирившийся к тому времени с Артаксерксом, начал собирать в Киликии войско для переброски его на Кипр. Одновременно персы снаряжали большой флот, чтобы напасть на афинские корабли. Греки, у которых оставалось мало продовольствия, прекратили осаду Кития и отплыли к Саламину, где встретились с персидским флотом. В крупной морской битве греки одержали полную победу над финикийскими, кипрскими и киликийскими кораблями и захватили 100 вражеских судов. Одновременно афиняне одержали победу и в сражении на суше. Но эти успехи обеспечили афинянам лишь безопасное отступление.

### Каллиев мир
Продолжение военных действий ничего не сулило ни той, ни другой стороне. Афины приняли предложение Артаксеркса о мирных переговорах и отправили в Сузы посольство во главе с Каллием. В 449 году до н. э. был заключен так называемый Каллиев мир. По его условиям Персия обязалась не посылать свои суда в Пропонтиду и Эгейское море, не держать своих войск ближе дневного пути пробега коня (то есть 75—90 км) от западного побережья Малой Азии. Афины обещали оставить Кипр, вернуть эскадру из Египта и в дальнейшем больше не помогать восставшим египтянам, вывести гарнизоны из городов западного побережья Малой Азии, которые оставались в составе Делосского союза, но формально признавались подданными персидского царя. Окончание греко-персидских войн имело значение, прежде всего, для Афин и их союзников, так как Спарта и другие государства Балканской Греции уже вышли из войны.
Постоянные восстания покорённых народов, мятежи сатрапов, стремившихся с помощью греческих наёмников стать самостоятельными царями, и военные поражения заставили Артаксеркса I и его преемников радикально изменить свою дипломатию в отношении Греции. Хорошо осведомлённые в делах эллинов, персидские политики прекрасно понимали, что, пока Греция разъединена, она не сможет одержать победу над персами. Поэтому персы регулярно стали прибегать к политике подкупа и дискредитации греческих государственных деятелей и ораторов, руководствуясь принципом «разделяй и властвуй». Поток персидского золота эффективно способствовал разъединению Греции. Персы стали натравливать друг на друга греческие государства, у которых и так достаточно было внутренних оснований для конфликтов. Прежде всего Греция была разъединена по политическому принципу: государства с олигархическим строем тяготели к Спарте, а с демократическим — к Афинам. Наконец в 431 году до н. э. в Греции разразилась столь желанная для персов Пелопоннесская война между Пелопоннесским союзом и Афинской морской державой. Обе стороны обращались к персам с просьбой о помощи, и Персия помогала то Спарте, то Афинам, будучи заинтересована в ослаблении обоих государств.

### Смерть Артаксеркса
Несмотря на восстания покорённых народов и усиление сепаратных тенденций персидской знати, центральная власть при Артаксерксе оставалась достаточно сильной, и целостность государства Ахеменидов была в основном сохранена. В конце 424 года до н. э. ещё не совсем старый Артаксеркс I умер. В тот же день умерла его жена Дамаспия, что наводит на мысль об отравлении. Евсевий Кесарийский говорит, что Артаксеркс I правил 41 год, что подтверждается историческими артефактами. Последняя его дата, зафиксированная на одном вавилонском документе — 29-й день 11-го месяца 41-го года правления (24 декабря 424 года до н. э.). Однако Диодор говорит о 40 годах правления Артаксеркса, а Ктесий — о 42 годах. Хронологические осложнения, видимо, вызваны некоторой путаницей в указаниях о кратком и официально непризнанном правлении Артабана на начальном этапе царствования Артаксеркса I, а также о не совсем понятном и хронологически не стыкующемся с другими датами указании царствований следующих за ним Ксеркса II и Секудиана.

### Жёны и дети
- Царица Дамаспия. Согласно Ктесию, единственная законная жена Артаксеркса I и мать его единственного законного сына[44]
  - Ксеркс II

Кроме Ксеркса, по словам того же Ктесия, у Артаксеркса от разных женщин было семнадцать незаконно рождённых детей.
- Вавилонянка Алогуна
  - Секудиан
- Космартидена (имя аккадское и означает «Кос (эдомитский бог) дал дочь»)
  - Ох (будущий Дарий II)
  - Арсит
- Андия, ещё одна вавилонянка
  - Багапас
  - Парисатида

## Артаксеркс в Библии

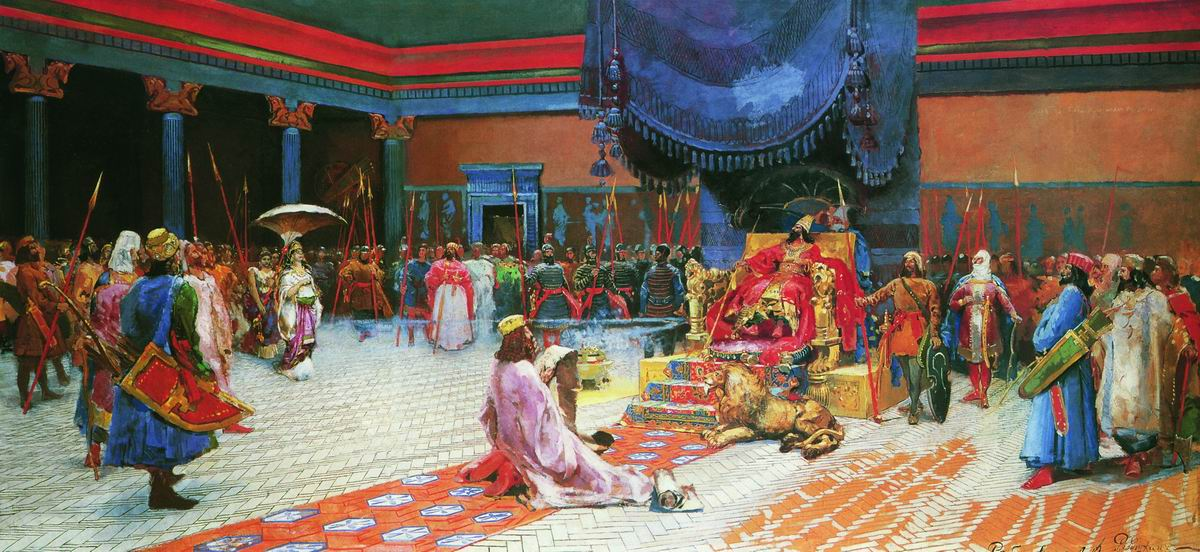
Эсфирь перед Артаксерксом (А. П. Рябушкин, 1887)

С Артаксерксом I часто отождествляют библейского царя Артаксеркса (ивр. אַרְתַּחְשַׁשְׂתָּא‎ Артахшашта), в годы правления которого жили видные иудейские государственные деятели Ездра и Неемия. Ездра, в качестве особого уполномоченного персидского царя, воссоздал еврейскую государственность на основе законов Моисея. Неемия же был виночерпием царя и упросил его разрешить восстановить стены Иерусалима. Следует, однако, заметить, что Иосиф Флавий относит деятельность данных персонажей к царствованию не Артаксеркса, а Ксеркса I.

В переводе Книги Есфири LXX толковниками имя Ахашверош (ивр. אֲחַשְׁוֵרוֹשׁ‎) также передано как Артаксеркс. С ним связано предание о Есфири, воспитаннице Мардохея, которая упросила Артаксеркса спасти еврейский народ от истребления. В еврейской традиции Ахашверош отождествляется со Ксерксом I. С этим мнением на основании фонетического анализа соглашается и православный библеист П. А. Юнгеров.
Артаксеркс стал персонажем ряда литературных и музыкальных произведений, посвящённых Эсфири. В частности, это трагедия Жана Расина «Эсфирь» (1689).
| Ахемениды                |                                                        |                     |
| Предшественник: Ксеркс I | персидский царь ок. 465 — 424 до н. э. (правил 41 год) | Преемник: Ксеркс II |
| Предшественник: Ксеркс I | фараон Египта ок. 465 — 424 до н. э.                   | Преемник: Ксеркс II |